# Фурни (острова)

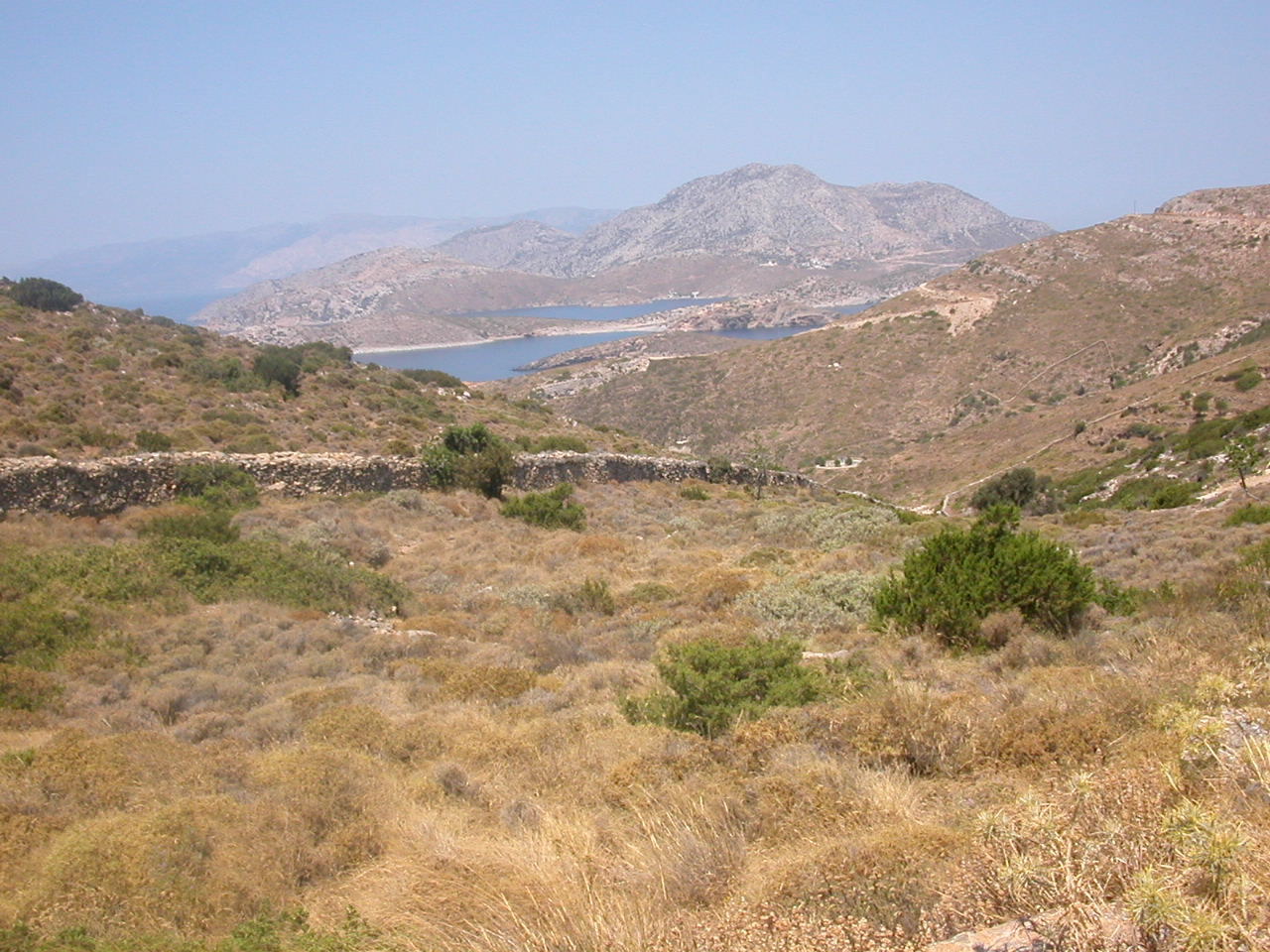
Вид из Фурни на острова Тимена и Икария

Фу́рни, или Фурни Корсеон (греч. Φούρνοι Κορσέων), или Фурни Икариас (греч. Φούρνοι Ικαρίας) — архипелаг маленьких греческих островков (более 20-ти) и скал, расположенных между островами Икария (10 км к востоку), Самос (6,5 км к западу, юго-западу) и Патмос (14,5 км). Адиминистративно принадлежит к Самос. Основные острова: Фурни — 31 км², Тимена (Тимьян) — 10 км², Агиос Минас (Святой Минас) — 2,3 км².

## География и рельеф
Острова чрезвычайно изрезаны. Береговая линия превышает 120 км, что превышает береговую линию значительно большего острова Самос.
Основные острова:
- На западе архипелага:
  - Тимена (Тимьян)
  - Тименониси (Тимьяновый остров)
  - Алафониси (Олений)
- В центре архипелага:
  - Фурни
  - Диапори (Переправа)
- На юге архипелага:
  - Строггило (Круглый)
  - Макри (Длинный)
- На востоке архипелага:
  - Антропофас (Людоед)
  - Микри Антропофас (Малый Людоед)
  - Прасониси (Порейный остров)
  - Агиос Минас (Святой Минас)
  - Микрос Агиос Минас (Малый святой Минас)
  - Плака (Плита)
  - Плакаки (Плитка)

## Климат
Климат сухой и жаркий в течение лета. Ветра скорее всего умеренные, преобладает постоянный северный ветер архипелага. Осадки умеренные.

## История

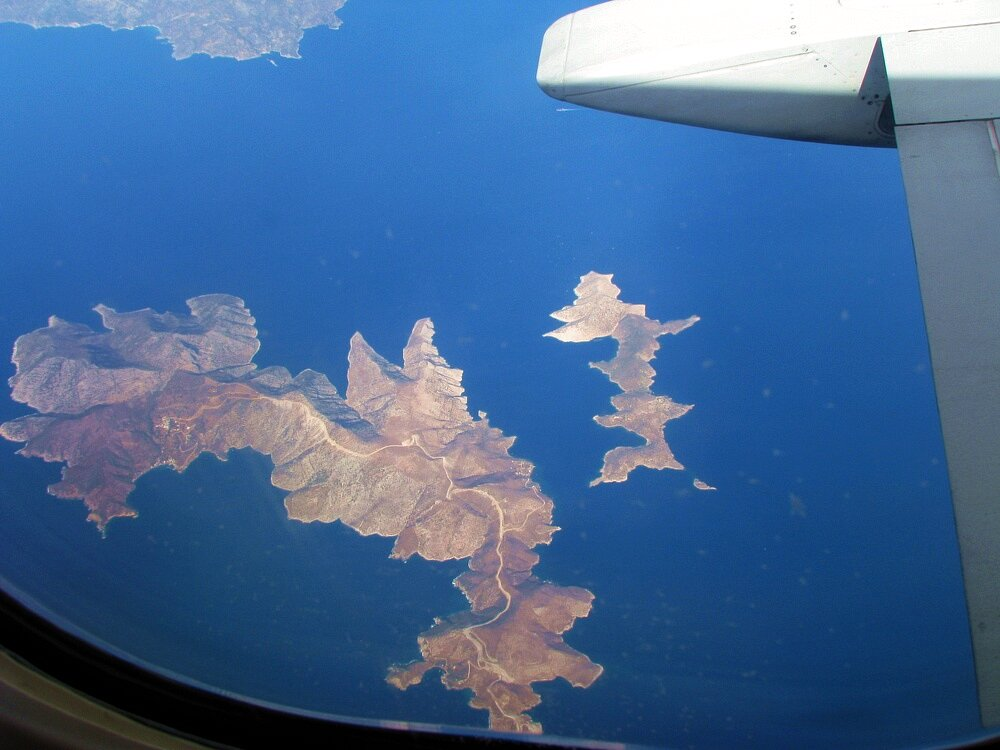
Фурни на снимке из самолёта

Фурни упоминаются с древности, но без особых деталей. Кроме прочего известно, что Фурни снабжали мрамором город Милет на малоазийском побережье. Предположительно, жители Фурни, как и жители Милета, принадлежали греческому роду ионийцев и именовались корасийцами (Κορασιαί ή Κορσειαί). Плиний Старший называет острова Корассии (лат. Corassiae). Это имя сохраняется в одном из сегодняшних названий архипелага Фурни Корсеон (греч. Φούρνοι Κορσέων). Имя Фурни появилось много позже. Венецианский географ Β. Bordone в 1537 году именует острова Fornelli, от латинского Fourneli — маленькая печь. В византийскую эпоху Фурни были заброшенными островами и стали убежищем пиратов.
Во время Греческой революции 1821 года, 30 июля 1824 года, корабли острова Идра, под командованием капитана Сахтурис, Георгиос перехватили севернее Фурни 50 малых турецких кораблей, шедших высаживать десант на Самос. Корабли и 2 тыс. турецких солдат были потоплены и Самос был спасён в очередной раз (см. Самосское сражение).
Острова воссоединились с Грецией в 1912 году после побед греческого флота над турецким, в ходе Первой Балканской войны.
Известные, но еще изученные, археологические площадки на суше находятся:
- на холме Святого Георгия, севернее городка Фурни. Сохранилась архаическая циклопическая стена. На вершине холма находился акрополь и святилище. В плитах основания сохранились надписи- посвящения богам острова Самотраки, меценату постройки акрополя и Гермесу.
- в местности Камари. Руины древнего храма и строений, в большей своей части в море, в нескольких метрах от берега.
- в местности Святая Троица, у селения Хрисомилиа. Основание храма Посейдона.[5].

### Находки подводных археологов
В июле 2016 года было объявлено о предварительных результатах экспедиции подводных археологов (Министерство образования, культуры и спорта Греции, RPM Nautical Foundation с участием Университета Саутгемптона), обнаруживших в окрестностях островов большое число затонувших кораблей различных периодов.
В 2015 году было найдено 22 затонувших судна, в следующем году было обнаружено ещё 23 корабля, таким образом общее количество достигло 45. К сентябрю 2018 года было обнаружено уже 58 кораблей, древнейшие из которых датировались II—V веками до н. э., а самые поздние XIX веком.
Кроме затонувших торговых судов, преимущественно гружёных амфорами, было обнаружено около 25 отдельных якорей, начиная с римского периода и до 18 века.
Обломки кораблей находятся в разной степени сохранности, одни дошли до наших дней практически в первозданном виде, другие имеют большое количество повреждений. На глубине более 60 метров находки находятся в почти неповреждённом виде.
Следующий этап подводных исследований предполагается проводить в 2019—2023 гг.

## Поселения и острова
Два самых больших острова, Фурни и Тимена, а также остров Агиос Минас на востоке, населены. На основном острове, Фурни, расположено самое большое поселение архипелага с одноимённым именем, где располагается дем (муниципалитет), а также третье по населению поселение острова Хриссомилиа (Золотая яблоня) на севере и маленькое селение Агиос Иоаннис Термастис (Святой Иоанн Кочегар). Второе по численности селение находится на острове Тимена. Паром заходящий на Фурни заходит также и на Тимена.
Основной остров Фурни имеет население в 1326 человек (2001 год), или 90 процентов населения муниципалитета. Кроме Фурни жители есть только на островах Тимена и Агиос Минас. Население всего архипелага — 1469 человек (2001 год).

## Экономика
Жители в основном — моряки (1/3 населения) и рыбаки (ежегодный улов 2500 тонн рыбы). Экономика острова в основном зависит от их доходов. Дополнительно, летом, население также занято туризмом, в основном сдачей комнат и ресторанами. Население летом увеличивается за счёт туристов и возвращения фурниотов проживающих вне острова (в основном на 15 августа, когда празднует заступница острова Панагия — Богородица). Острова по прежнему предлагают спокойный отдых и свободные (дикие) пляжи (Влихада, Витсилиа, Элидаки, Бали и др.).

## Сообщение
В зимнее время, с ноября по апрель, сообщение часто прерывается, по причине плохой погоды и сильных ветров. В остальное время года, острова Фурни сообщаются регулярно с островами Икария и Самос (только морем). С 2008 года, паром идущий из Самоса через Фурни на Пирей делает остановку также на островах Икария и Парос.